# Hôtel d'Amblimont (place de la Galissonnière)
Pour les articles homonymes, voir Hôtel d'Amblimont.
L'hôtel d'Amblimont, bâti au XVIIIe siècle, est situé à Rochefort, dans le département français de la Charente-Maritime en région Nouvelle-Aquitaine. L'immeuble a été inscrit au titre des monuments historiques en 2021 et ses façades et toitures ont été classées en 2022.

## Historique
L'hôtel est construit par le roi en 1740 à côté de l'hôtel de Cheusses pour accueillir les ingénieurs du roi. En 1762, Louis XV en fait don à la Comtesse d'Amblimont, femme du commandant de la Marine à Rochefort à partir de 1752.
Après la Révolution, il retourne à la Marine et est utilisé pour casernement des troupes puis des services administratifs. Pierre Loti y a son bureau de 1881 à 1885. 
Il ne doit pas être confondu avec un autre hôtel d'Amblimont construit par son père et qui est devenu l'hôtel de ville de Rochefort.
En 1992, il est cédé au Musée national de la Marine.
Le bâtiment est inscrit au titre des monuments historiques par arrêté du 9 avril 2021 et ses façades et toitures sont classées par arrêté du 1er avril 2022.